# Horqueta
Horqueta is een stad en gemeente (in Paraguay un distrito genoemd) in het departement Concepción.
Horqueta telt 61.000 inwoners.